# أوبري فولكنير
أوبري فولكنير (17 ديسمبر 1881 ببورت إليزابيث في جنوب أفريقيا - 10 سبتمبر 1930 في المملكة المتحدة) (بالإنجليزية: Aubrey Faulkner)‏ هو لاعب كريكت جنوب أفريقي. شارك مع منتخب جنوب أفريقيا الوطني للكريكت. أما مع النوادي، فقد لعب مع Gauteng (cricket team) ‏ ونادي مارليبون للكريكت ‏.

## وصلات خارجية
- أوبري فولكنير على موقع إي آس بي آن كريك إنفو (الإنجليزية)